# 大窑街道
大窑街道，是中华人民共和国山東省烟台市牟平区下辖的一个乡镇级行政单位。

## 行政区划
大窑街道下辖以下地区：
南大窑村、东山北头村、西山北头村、蛤堆后村、高家山村、韩家疃村、西埠庄村、北莒城村、南莒城村、沟东村、孔家庄村、胡家庄村、张格庄村、石头河村、万家山村、西里山村、东吕格庄村、西吕格庄村、南吕格庄村、沙塂子村、尹宋周村、老人仓村、仇家村、董村、林村、胡家窑村、宁家疃村、小宋家疃村、北大窑村、小山子村、李家庄村、东沙子村、许家疃村、北杏林堡村、南杏林堡村、羊角埠村、曲格庄村、董格庄村、新福村、刘家口村、新愚公村、林家店子村、林家口子村、贺家庄村和窑口村。

## 人口
2010年中国第六次人口普查时，大窑街道共有人口31142人。共有家庭11662户，平均每户2.45人。14岁以下的少年儿童共2760人，占总人口8.862%；15-64岁人口共24591人，占总人口78.96%；65岁及以上的老年人共3791人，占总人口的12.17%。男性共计15636人，占总人口50.20%；女性共计15506，占总人口49.79%。本地居住的人口中，拥有本地户籍的人口为25527人，占81.96%。